# 比勒坦
比勒坦是德国巴登-符腾堡州的一个市镇。总面积23.59平方公里，总人口3056人，其中男性1528人，女性1528人（2011年12月31日），人口密度130人/平方公里。